# Кавказко кокиче
Кавказкото кокиче (Galanthus alpinus) е многогодишно тревисто растение от семейство Кокичеви (Amaryllidaceae).

## Разпространение
Това е най-разпространеното кокиче в района на Кавказ.
Не се среща в България.

## Описание
Кокичето достига височина от 8 до 12 см. Листата му са тъмнозелени и са с размери от 2,5 до 20 см при цъфтеж. Вътрешните прицветници имат зелено петно в края.
Периодът на цъфтеж продължава от февруари до май. Броят на хромозомите е 2n = 24.